# 히가시네역
히가시네역(일본어: 東根駅)은 일본 야마가타현 히가시네시에 위치한 동일본 여객철도 오우 본선의 철도역이다. 단선 승강장 1면 1선의 구조를 갖춘 지상역이자, 야마가타 선 구간에 포함된다.

## 역 주변
- 히가시네 온천

## 역사
- 1911년 12월 5일 : 개업.
- 1975년 2월 1일 : 화물의 취급을 폐지. 여객역으로 한다.
- 1986년 4월 1일 : 간이위탁화.
- 1987년 4월 1일 : 일본국유철도 분할 민영화에 의해, 동일본 여객철도가 승계.
- 1999년 12월 4일 : 야마가타 신칸센 신조 연신에 수반해, 직선화.
- 2002년 4월 1일 : 간이위탁을 해제, 무인화.
- 2006년 4월 1일 : 서구를 개설.

## 인접 역
| 동일본 여객철도 오우 본선      | 동일본 여객철도 오우 본선 | 동일본 여객철도 오우 본선 |
| ------------------------------ | ------------------------- | ------------------------- |
| 사쿠란보히가시네 야마가타 방면 | ■ 야마가타 선             | 무라야마 신조 방면        |